# Gnome Omega
Pour les articles homonymes, voir Gnome et Oméga.

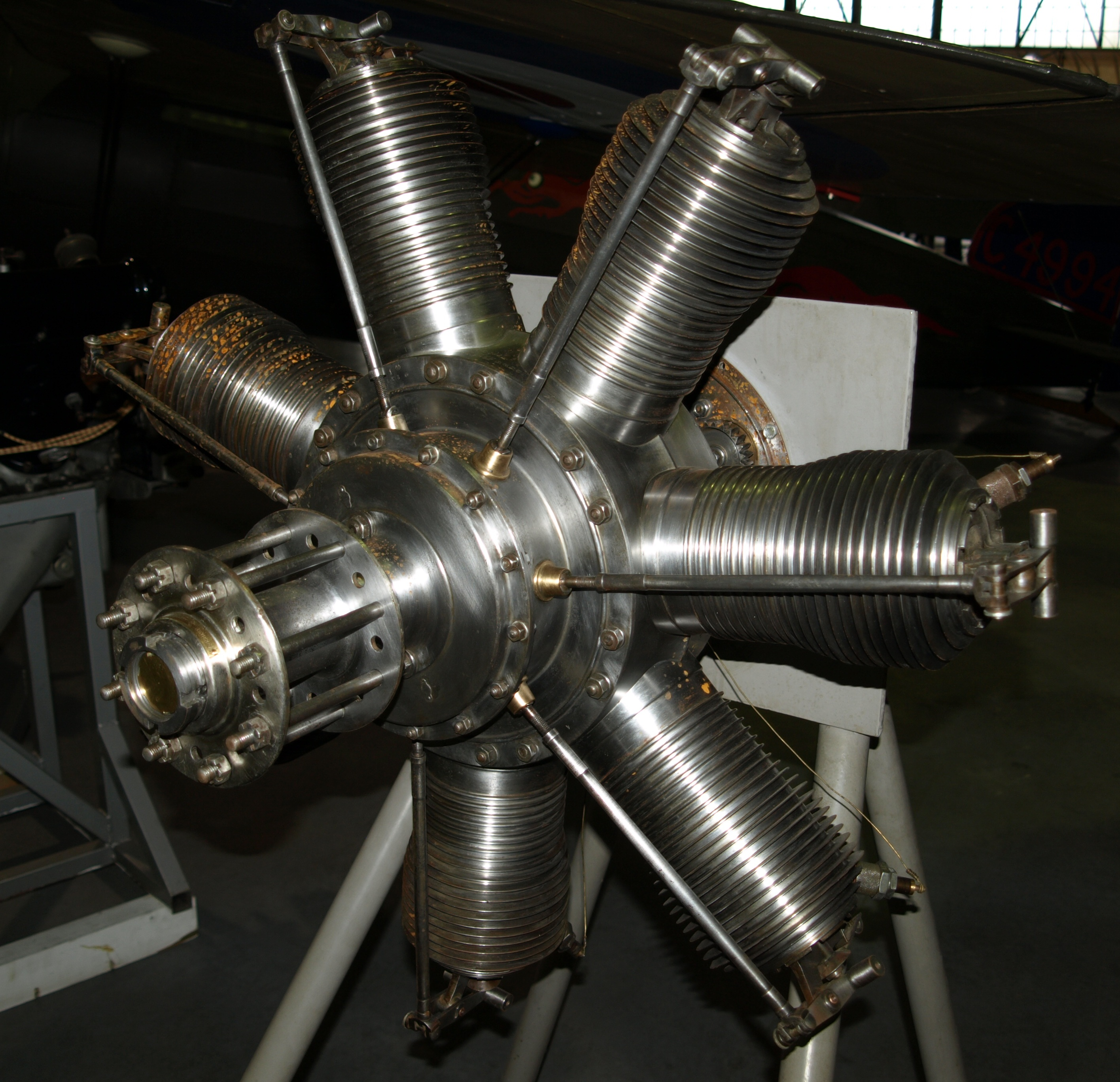
Un Gnome 7 Omega en exposition au Royal Air Force Museum London.

Le Gnome 7 Omega (communément appelé le Gnome 50 HP) est un moteur d'avion français doté de sept cylindres refroidi par air et produit par Gnome et Rhône. Il a été exposé au Salon de l'Aérospatiale de Paris en décembre 1908 et utilisé pour la première fois en 1909. Il s'agit du tout premier moteur rotatif d'aviation produit en quantité. Son avènement a révolutionné l’industrie aéronautique et il a été utilisé sur de nombreux aéronefs. Il développe 50 ch (37 kW) à partir d'une cylindrée de 8 l. Un moteur Gnome Omega équipait le Blackburn Type D (en) de 1912, propriété de la Shuttleworth Collection (en), le plus ancien avion en état de navigabilité connu, de conception britannique. Une version à deux rangées du même moteur a également été produite, connue sous le nom de Gnome 14 Omega-Omega ou Gnome 100 HP. Le prototype du moteur Omega existe toujours et est exposé au National Air and Space Museum, aux États-Unis.

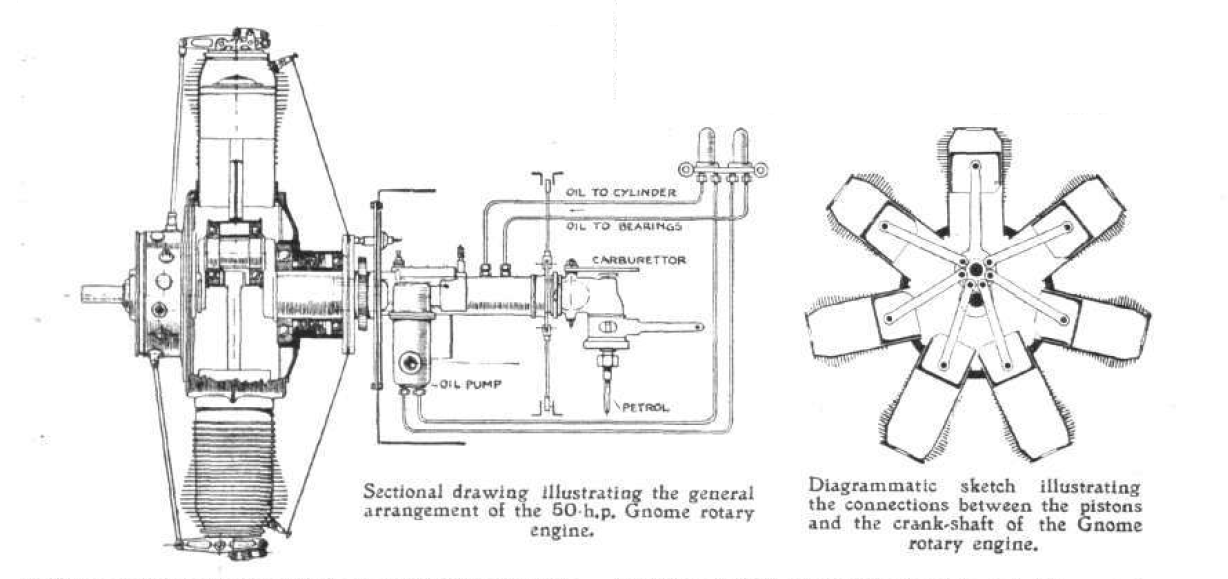
vues en coupe du Gnome Omega

## Variantes
Gnome 7 Omega
À une rangée 7-cyl. version originale; 50 ch (37 kW) .
Gnome 14 Oméga-Oméga
Version à deux rangs et à 14 cylindres utilisant des cylindres Omega; 100 ch (74 kW) .

## Applications

### Gnome 7 Omega
- A Vlaicu I
- A Vlaicu II
- ASL Valkyrie
- Avro Type 500
- Avro-Burga Monoplane
- Blackburn Mercury
- Blackburn Type D Monoplane
- Blériot XI
- Breguet Type III
- Breguet Type IV
- Bristol Boxkite
- Bristol Racing Biplane
- Bristol Monoplane
- Bristol-Prier P.1
- Bristol-Coanda School Monoplane
- Bristol-Coanda T.B.8
- Castaibert III[6]
- Caproni Ca.12
- Caudron Type B
- Deperdussin 1910 monoplane

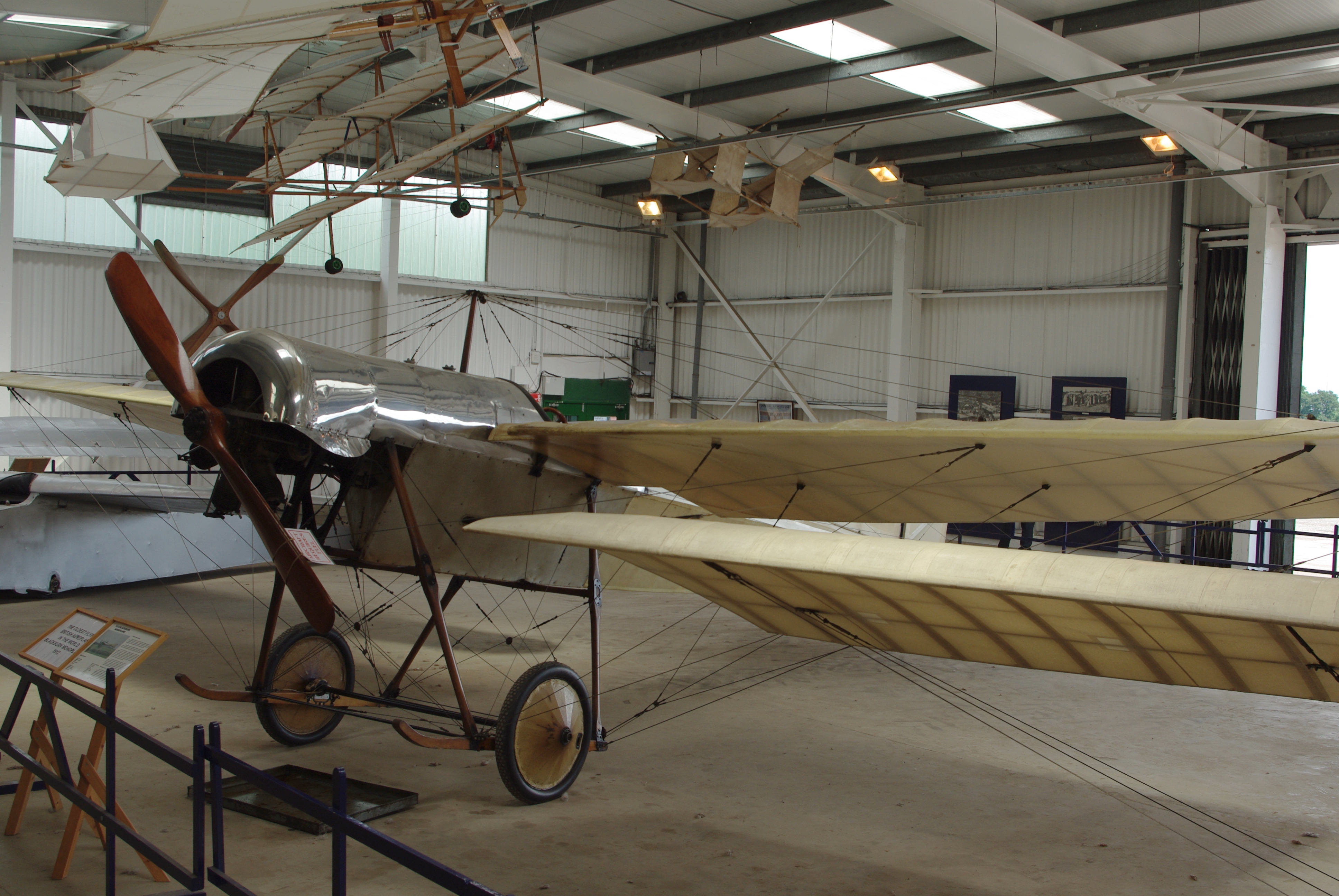
Monoplan Blackburn en état de navigabilité, propulsé par Omega, appartenant à la collection Shuttleworth

- Hydravion à coque de François Denhaut
- Hydravion Canard
- Farman HF.6 Militaire
- Farman III
- FBA Type A
- Grahame-White Type VII
- Grahame-White Type XV
- Howard Wright 1910 Biplane
- Koolhoven Heidevogel
- Lakes Waterbird
- London and Provincial Fuselage Biplane

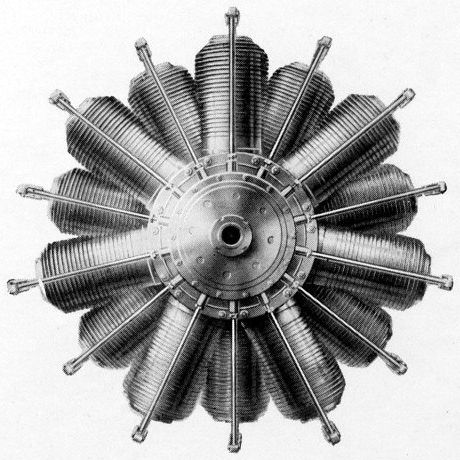
Gnome 14 Omega-Omega, comme indiqué dans un catalogue Gnome de 1913.

- Morane-Borel
- Nieuport II
- Paalson Type 1
- Paulhan-Tatin Aéro-Torpille No.1
- Paulhan biplane
- Pemberton-Billing P.B.9
- Radley-England waterplanes
- Royal Aircraft Factory B.E.3
- Royal Aircraft Factory B.E.4
- Royal Aircraft Factory F.E.2
- Sommer 1910 biplane
- Short S.27
- Short Tandem Twin
- Short Triple Twin
- Short S.47 Triple Tractor
- Short S.62
- Sopwith Bee
- Sopwith Sparrow
- Van Meel Brikken
- Vickers No.6 Monoplane
- Vickers No.7 Monoplane
- Vickers Boxkite School Biplane
- Biplan Voisin
- Voisin Type de Course

### Gnome 14 Oméga-Oméga
- Avro 501
- Blériot XIII (en)
- Blériot XXIII (en)
- Bristol-Gordon England G.E.2 (en)
- Coventry Ordnance Works Biplane 10 (en)
- Deperdussin 1912 Racing Monoplane (en)
- Hydravion Nieuport IV.H
- Short S.41 (en)
- Short S.57 Seaplane
- Short S.64 Folder Seaplane
- Short Admiralty Type 74 (en)

## Moteurs exposés
- Le tout premier moteur rotatif Gnome jamais construit, Gnôme Omega n ° 1, est exposé au National Air and Space Museum de Washington, DC [1]
- Un moteur de production Gnome 7 Omega préservé est exposé au public au Royal Air Force Museum de Londres.
- Un Omega restauré est exposé au New England Air Museum, à Windsor Locks, dans le Connecticut[7].

## Spécifications (7 Omega)

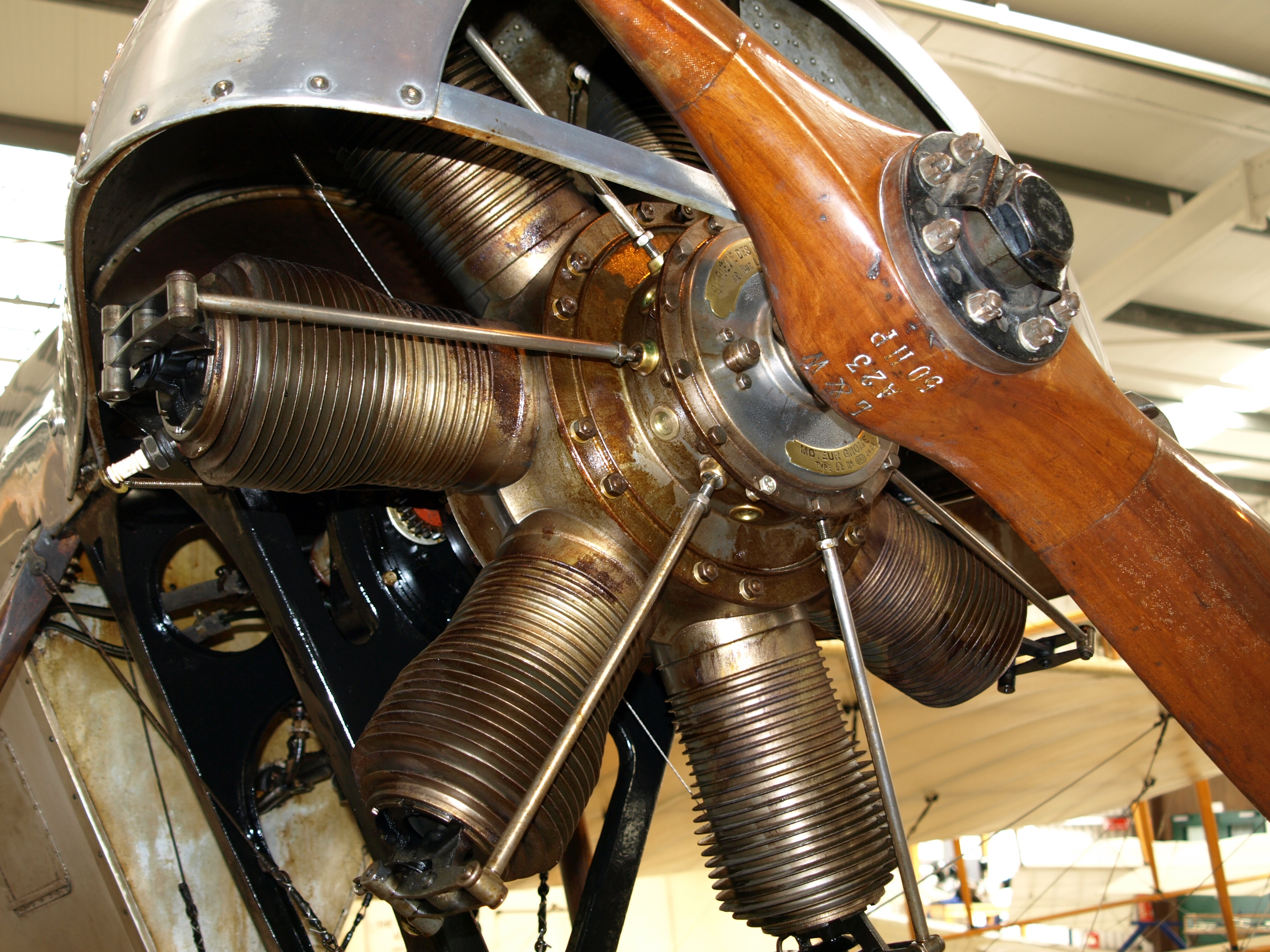
Exemple de coloration brune à Shuttleworth causée par l'huile de ricin brûlée.

Données provenant de Lumsden.

### Caractéristiques générales
- Type : 7 cylindres, à une rangée, moteur rotatif
- Alésage (en) : 110 mm (4.3 in)
- Course : 120 mm (4.7 in)
- Cylindrée : 8 L (488.5 cu in)
- Longueur : 79 cm (31 in)
- Diamètre : 84 cm (33 in)
- Poids à vide : 75 kg (165 lb)

### Composants
- Distribution : des soupapes d'admission actionnées par pression étaient situées sur les pistons[2].
- Système de lubrification : Total loss, huile de ricin
- Système de refroidissement : Refroidissement par air
- Propeller speed reduction unit (en) : Direct drive, right-hand tractor, left-hand pusher

### Performance
- Puissance sur l'arbre de sortie: 37 kW (50 ch) à 1 200 tr/min

#### Listes connexes
- Liste des moteurs d'avions